# 9614 Кюв'є
9614 Кюв'є (9614 Cuvier) — астероїд головного поясу, відкритий 27 січня 1993 року.
Тіссеранів параметр щодо Юпітера — 3,592.